# Ignaz Holzknecht
Ignaz Holzknecht (1. února 1804 Mikulov – 2. srpna 1886 Mikulov) byl moravský a rakouský politik německé národnosti, během revolučního roku 1848 poslanec rakouského Říšského sněmu.

## Biografie
Profesně se uvádí jako magistrátní rada a majitel parního mlýna, etnicky jako Němec. Parní mlýn postavil roku 1846 v Mikulově. V roce 1868 budovu zničil požár, později byl areál přeměněn na továrnu na kufry. Byl prvním náčelníkem mikulovského sboru dobrovolných hasičů.
Během revolučního roku 1848 se zapojil do politického dění, ve volbách roku 1848 byl zvolen na rakouský ústavodárný Říšský sněm, patřil ke sněmovní levici. Zastupoval volební obvod Mikulov.
Zemřel v srpnu 1886.